# 顏傑強
顏傑強（英語：Horace Ngan Kit-keung，1935年5月24日—2020年8月15日），籍貫廣東潮陽，中華巴士創辦人顏成坤之長子。

## 生平
顏傑強早年曾就讀於拔萃男書院，其後曾先後入讀底特律理工學院和加州大學洛杉磯分校，並在西太平洋大學取得工商管理博士；1961年起出任中巴董事，1967年出任中巴副監理。
由於任中巴副監理，顏傑強是中巴顏成坤家族中繼其父顏成坤之後，曝光率較高之一位。然而顏曾多次表達自己對經營中巴缺乏興趣，形容巴士服務為「邋遢而有趣生意」；另外1983年顏傑強被廉政公署起訴，指他以過高價格為中巴購入輪胎，從中收取佣金五十萬，在地區法院聆訊五星期，最終因證據不足而獲釋。
至於顏傑強與他姐姐和弟弟關係只是普通，事關顏傑強每次遇到兩人時，均會以顏律師及顏醫生相稱。
自1998年中巴專營權結束後，顏傑強主力在英國投資，甚少公開露面。2002年，顏傑強被選任為愛丁堡公爵全球獎勵計劃院士。
2018年后，中华巴士连续多次遭到收购袭击，其与家族保持团结最终数次保全对公司的控股地位。2020年8月15日，顏氏去世，享年85歲。

## 名下馬匹
顏傑強是香港賽馬會會員，自20世紀80年代開始成為馬主，名下馬匹大部分以鷹字命名，包括飛鷹、貴人來、超鷹、銀鷹、皇鷹、帝皇鷹、君皇鷹、威皇鷹、超皇鷹、御皇鷹、太皇鷹。